# Acleris sinica
Acleris sinica (лат.) — вид бабочек из семейства листовёрток. Распространён на севере Корейского полуострова и в центральном Китае. Бабочек можно наблюдать в июне-июле. Размах крыльев 14—16 мм. Верхный край передних крыльев слабо выпуклый.